# 瑪麗·羅賓遜
瑪麗·特蕾絲·威妮弗雷德·羅賓遜（1944年5月21日—），愛爾蘭共和國第7任總統及聯合國人權事務高級專員（1997年－2002年）。

## 早年生活
羅賓遜1944年出生於梅奧郡巴利納，她的雙親都是醫生。羅賓遜与她的兄弟們一起長大。她的家族與愛爾蘭的許多不同政治活動家都有聯係。她的一位祖先是梅奧的愛爾蘭國家土地聯盟和愛爾蘭共和兄弟會（IRB）的主要活動家；她的一位叔叔佩吉特·博克是從事管理殖民的法官，後被伊麗莎白二世封爲爵士。
羅賓遜就讀於都柏林安維爾山中學，之後在都柏林三一學院學習法律。由於當時的天主教會禁止天主教徒就讀三一學院，以至於她的父母不得不通過約翰·麥德奎大主教的斡旋允許她入學，1967年她以優異成績畢業。爲此，她對天主教的教義提出了直言不諱的批評。1967年作爲都柏林大學法律協會審計會計師的就職演説中，她主張從愛爾蘭憲法中刪除禁止離婚的規定、取消對使用避孕藥具的禁令、主張同性戀合法化和自殺非罪化。1967年她被聘爲律師，并獲得了進入哈佛大學法學院進修的獎學金，并於1968年獲得法學碩士。

## 律師和議員生涯
1969年25歲的羅賓遜被任命爲三一學院的法學教授。同年，她首次以獨立人士身份當選爲愛爾蘭議會議員。她當選後，倡導建立一個“開放的愛爾蘭”的口號，並提出了將天主教教義與刑法的各個方面分開，改革關於避孕藥具的相關法律規定，使同性戀合法化，並改變憲法禁止離婚的規定等一系列主張。於此同時，還爭取到了女性擔任陪審員的權利。
羅賓遜提出改革愛爾蘭社會現狀的成就使得愛爾蘭得以加入歐洲經濟共同體。在此之前，歐洲共同體要求愛爾蘭必須實行男女同工同酬以及為婦女提供公共服務部門的工作機會以及取消公務員對婦女婚姻的限制，而這正是羅賓遜提出改革的兩大目標。這些法律變革分別與1973年6月、7月生效。
1976年7月下旬，羅比遜加入了工黨，不过她後來於1985年离开了工黨。在工黨期間，她曾兩次參加愛爾蘭衆議院的競選，但都失敗了。
在她任職期間，羅賓遜贏得了幾個具有里程碑意義的案件。她此一次代表她的丈夫在勞工法院打了一場關於性別的官司。根據當時為政治家制定的養老金計劃，政治家的遺孀通常有權獲得養老金，但鰥夫沒有。1979年5月12日法院判決她勝訴。1979年7月她代表一對夫婦出庭，他們聲稱愛爾蘭的稅收制度是歧視性的，因爲夫婦的免稅額不到單身人士的兩倍，10月法院做出了有利於他們的判決，但是愛爾蘭政府提出了上訴，最高法院最終在1980年4月還是做出了有利於這對夫婦的最終裁決。但是在歐洲法院羅賓遜輸掉了一個開創性的案件，這是法院給予原告法律援助的第一個案件。
1989年5月23日，羅賓遜宣佈不再參選議會議員。

## 任職總統期間
1990年12月3日，羅賓遜就任愛爾蘭第七任總統。
1991年，羅賓遜曾經被查爾斯·豪伊政府一度阻止出境。因爲愛爾蘭憲法第12.9條規定了政府阻止國家元首離開出國的權力，這是由於羅賓遜曾經被邀請在著名的BBC節目上發表關於愛爾蘭婦女和家庭地位的演講，因此愛爾蘭政府擔心羅賓遜作爲女權主義者會對愛爾蘭國家進行批評而產生負面影響。
1992年，羅賓遜出訪索馬里，當時索馬里正在遭受饑荒，聯合國為緩解饑荒的努力而歸於失敗，美國最後進行了干預，於1993年3月結束了饑荒。
1993年5月27日，羅賓遜成爲第一個到訪英國並受到伊麗莎白二世接見的愛爾蘭現任總統。
作爲一個天主教徒，由於羅賓遜所體現的自由主義色彩，招致了很多天主教保守主義者們對她提出批評。但是她定期訪問國外的天主教修女和神父，并成爲第一個為基督教兄弟會舉辦招待會的總統。在去羅馬訪問時候，她請求會見教皇若望保祿二世並得到了接見。然而她的著裝卻被一位年輕的神父所指責，認爲她的著裝違反了梵蒂岡的規定。然而，事後梵蒂岡方面爲此做出了澄清，因爲梵蒂岡的著裝規定已經改變，因此羅賓遜并未違反梵蒂岡的規定。
作爲總統，她簽署了在她政治生涯中一直爭取的兩個重要法案。一項是全面放寬關於提供避孕藥具的法律法案；另外一項是將同性戀合法化的法案，與當時許多國的立法不同，它規定了最低合法性行為年齡。此外，1996年她還簽署了使離婚合法化的法令。
羅賓遜是一位深受歡迎的總統，在她第二任期，她的支持率達高達到93%。

## 聯合國人權事務高級專員
羅賓遜於1997年9月12日擔任聯合國人權事務高級專員，她是被當時的聯合國秘書長科菲·安南所物色的人選。爲此，在她第二任總統任期届滿之前，提前辭去了總統職務。
1997年11月，她在牛津大學著名的羅曼斯講座上發表了以“實現人權”為主題的演講。她談到了所面臨的巨大挑戰以及打算如何完成這項艱巨任務。在這個演講的結束語中，她引用了詹姆斯·弗雷澤的《金枝》的一段話：“如果命運召喚了你，金枝就會輕而易舉地自動到來。否則，無論你有多大的力量，你都無法平息它，也無法用最堅硬的石片將它砍倒 (If fate has called you, The bough will come easily, and of its own accord.Otherwise, no matter how much strength you muster you never will Manage to quell it or cut it down with the toughest of blades.) ”。
2001年，她主持了在德黑蘭舉辦的反種族主義、種族歧視、仇外心理以及排斥包容行爲的世界大會亞洲區的籌備會議。在這次大會上，猶太人團體西蒙·維森塔爾中心和巴哈伊國際社團沒有被允許參加大會。雖然她一直主張自由主義，但是由於伊朗當局强制所有與會婦女必須戴頭巾，羅賓遜也只好遵守這個規定，爲此她批評這種行爲“正中宗教保守派的下懷。”。
她本來打算只任期四年，但是在安南的呼籲下，她將任期延長了一年。於2002年結束了聯合國人權事務高級專員的任職。

## 卸任公職後的活動

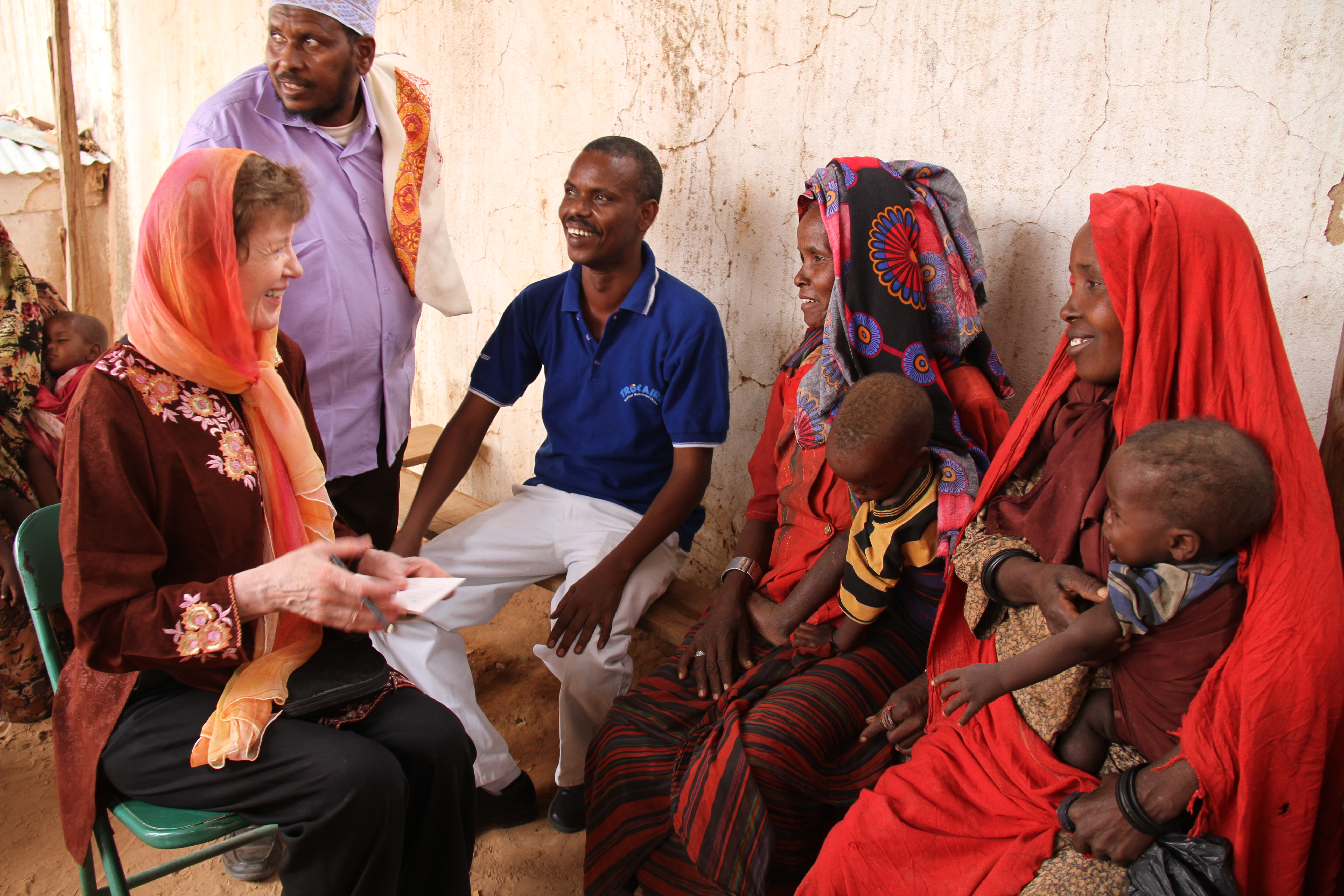
瑪麗·羅賓遜2011年7月訪問索馬里都洛母子健康中心

羅賓遜與科菲·安南、納爾遜·曼德拉、格拉薩·馬謝爾、戴斯蒙·屠圖以及吉米·卡特一道都是元老會的創始人，這是一個由世界知名人士組成的社會團體，其目的在於利用他們的影響力解決世界上的一些最棘手的問題。她曾隨元老會訪問了象牙海岸、朝鮮半島、埃塞俄比亞、印度、南蘇丹以及中東地區。
2014年8月的加沙戰爭期間，她與卡特一起在《外交政策》雜志上發表撰文，敦促承認哈馬斯為合法政治團體，指出了哈馬斯和法塔赫之間最近達成了一個協議，承認以色列並遵守過去的協議。她和卡特呼籲聯合國安理會對沙加情況采取人道主義援助，解除對沙加的軍事包圍。
2014年10月16日，她出席了在都柏林舉辦的“一個年輕人的世界”峰會，在開幕式上，她做了主旨發言。她鼓勵來自191個國家的1300名青年領袖們在氣候變化等關注的全球問題上發揮作用。她强調賦予年輕人更多的權力，以塑造他們未來的決策能力。
2018年11月1日，羅賓遜被任命為元老會主席，以接替8月去世的科菲·安南。
2024年，獲得台灣唐獎法治獎。

## 個人生活
瑪麗·羅賓遜（婚前姓名：瑪麗·伯克 Mary Bourke）在大學攻讀法學時期，結識了當時已是律師的尼古拉斯·羅賓遜（Nicholas Robinson）。1970年兩人結婚，婚後共有一女兩男，子女成家之後，又增添了六個子孫。

## 著作
2012年9月，羅賓遜的回憶錄《每個人都很重要》（Everybody Matters）由霍德與斯托頓出版社發行出版。